# Mor byttes
|  | Denne artikel er oprettet af botten PalnaBot ud fra en ekstern database. Den kan derfor have sproglige fejl eller mangler. Denne skabelon kan fjernes efter kontrol af indholdet. |

Mor byttes er en børnefilm instrueret af Mariella Harpelunde Jensen efter manuskript af Jens Korse, Mariella Harpelunde Jensen.

## Handling
Josefine bor ude midt i en skov, på sine forældres hotel. Helt derude, hvor bussen kun kører hver anden time og kragerne vender. Josefines mor er ekstremt ambitiøs med sit hotel, men alle hendes ambitioner går desværre ud over Josefine, så hun ikke har tid til sit band. Hun må slet ikke bestemme over sin egen tid - hun må bare ingenting! Så Josefine ønsker sig en ny mor. Men nogle gange, skal man passe på med, hvad man ønsker sig - for man risikerer bare, at de går i opfyldelse.